# Rossignol

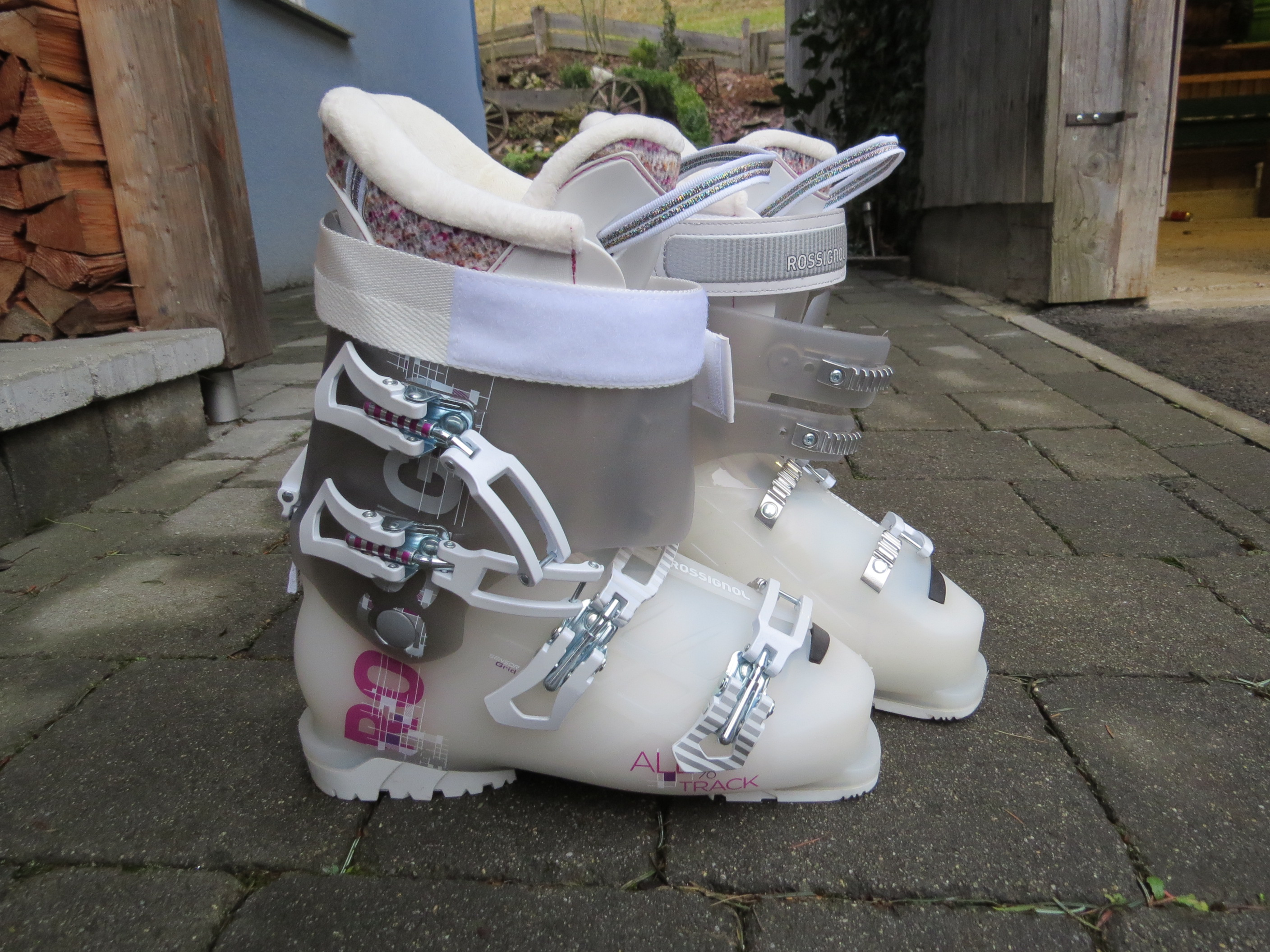
Rossignol

Rossignol – francuski producent nart i innych akcesoriów narciarskich, mający swoją siedzibę w Saint-Jean-de-Moirans, we Francji. Firmę założył Abel Rossignol w 1907 roku, który był producentem wyrobów drewnianych dla przemysłu tekstylnego. Pierwsze narty zostały wytworzone całkowicie z drewna. Firma Rossignol jako pierwsza wprowadziła na rynek narty z tworzyw sztucznych. Od 2013 roku właścicielem firmy jest szwedzka grupa kapitałowa Altor Equity Partners.
Produkty firmy Rossignol są bardzo rozpowszechnione w świecie, jest to jedna z najpopularniejszych firm produkujących sprzęt narciarski, z 20% udziałem w rynku nart. Firma aktualnie nie produkuje nart do skoków narciarskich, chociaż w przeszłości była jednym z najważniejszych ich producentów (obok firm takich jak Elan, Fischer, czy Atomic).
Najbardziej utytułowanym sportowcem, który startował na nartach Rossignol, jest Alberto Tomba (pięciokrotny medalista olimpijski, czterokrotny medalista mistrzostw świata oraz zdobywca Pucharu Świata).